# 덴마크 공주 튀라 (1880년)

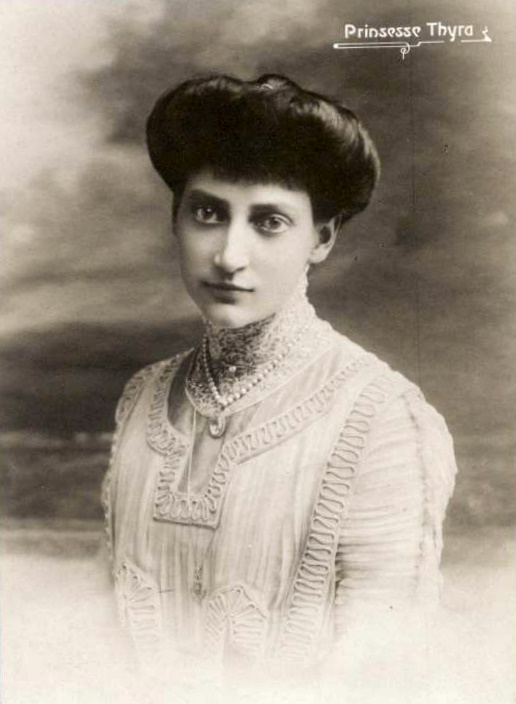
덴마크 공주 튀라

덴마크 공주 튀라(Princess Thyra of Denmark, 1880년 3월 14일 ~ 1945년 11월 2일)는 덴마크 왕실의 일원이었다. 그녀는 덴마크의 프레데리크 8세 왕과 스웨덴의 루이세의 여섯 번째 자녀이자 셋째 딸이었으며, 덴마크의 크리스티안 10세 왕과 노르웨이의 호콘 7세 왕의 여동생이기도 했다. 튀라 공주는 미혼으로 남아 있었고 자녀가 없었다.

## 참고 문헌
- Bramsen, Bo (1992). 《Huset Glücksborg. Europas svigerfader og hans efterslægt.》 [The House of Glücksburg. The Father-in-law of Europe and his descendants] (덴마크어) 2판. Copenhagen: Forlaget Forum. ISBN 87-553-1843-6.